# NGC 515
NGC 515 (còn được gọi là PGC 5201 hoặc UGC 956), là một thiên hà hình hạt đậu trong chòm sao Song Ngư , nằm cách Hệ Mặt Trời khoảng 228 triệu năm ánh sáng. Nó được phát hiện vào ngày 13 tháng 9 năm 1784 bởi nhà thiên văn học William Herschel.

## Lịch sử quan sát
Herschel đã phát hiện ra vật thể này cùng với NGC 517 bằng cách sử dụng Beta Andromedae làm sao tham chiếu. Ông mô tả khám phá của mình là "hai (vật thể), đều là sao", cho thấy việc ông xác định sai vật thể này là một ngôi sao. Vị trí được ghi nhận cho NGC 515 chỉ cách UGC 956 35 giây về phía đông, do đó cả hai thường được cho là cùng một vật thể. Vật thể này cũng được quan sát bởi John Herschel, con trai của William Herschel và sau đó được John Louis Emil Dreyer lập danh mục trong Danh mục chung mới. Trong danh mục chung mới, thiên hà này được mô tả là "khá mờ nhạt, rất nhỏ, tròn, ở phía tây bắc của số 2" với thiên hà còn lại là NGC 517.

## Miêu tả
Thiên hà này có cấp sao biểu kiến là 13,1 và có thể được phân loại là loại S0 bằng Chuỗi Hubble . Nó nằm cách Hệ Mặt trời khoảng 230 triệu năm ánh sáng, có thể được ước tính bằng cách sử dụng dịch chuyển đỏ của nó và định luật Hubble .